# Xinzheng (köpinghuvudort i Kina, Hainan Sheng, lat 18,54, long 109,62)
Xinzheng är en köpinghuvudort i Kina. Den ligger i provinsen Hainan, i den södra delen av landet, omkring 180 kilometer sydväst om provinshuvudstaden Haikou. Antalet invånare är 13 182. Befolkningen består av 6 041 kvinnor och 7 141 män. Barn under 15 år utgör 19,0 %, vuxna 15-64 år 74 %, och äldre över 65 år 6,0 %.
Runt Xinzheng är det ganska tätbefolkat, med 134 invånare per kvadratkilometer. Närmaste större samhälle är Baocheng, 13,4 km nordost om Xinzheng. I omgivningarna runt Xinzheng växer i huvudsak städsegrön lövskog.
Genomsnittlig årsnederbörd är 2 251 millimeter. Den regnigaste månaden är juli, med i genomsnitt 369 mm nederbörd, och den torraste är januari, med 17 mm nederbörd.